# Robert Smigel
Robert M. Smigel (New York, 7 febbraio 1960) è un attore, comico, sceneggiatore, regista, doppiatore e produttore statunitense.
È sposato con Michelle Saks da cui ha avuto tre figli.

## Carriera artistica
Smigel si è dapprima fatto conoscere come sceneggiatore del Saturday Night Live, unendosi allo staff quando Lorne Michaels tornò ad essere produttore esecutivo nelle stagioni 1985–1986. Smigel fu ingaggiato dopo che i produttori dello show Al Franken e Tom Davis avevano assistito ad un suo spettacolo comico a Chicago La stagione 1985–1986 non fu un successo e Michaels assieme a Brandon Tartikoff licenziarono buona parte dello staff e del cast, mantenendo però Smigel. Nella stagione 1987-88, Smigel scrisse i suoi primi sketch di grande successo. Raramente Smigel apparve allo schermo.
Smigel scrisse Lookwell con Conan O'Brien per la NBC. Il pilot non ebbe seguito. Smigel in seguito divenne primo direttore della sceneggiatura del Late Night with Conan O'Brien, dove scrisse numerosi siparietti comici.
Nel 1996, Smigel scrisse e partecipò al  Dana Carvey Show, un programma della ABC che non ebbe molto successo, ma permise a Smigel di scrivere i suoi primi cartone animato, The Ambiguously Gay Duo. Dopo la chiusura del programma Smigel seguì nello scrivere cartoni, messi in onda al Saturday Night Live sotto al marchio TV Funhouse. 

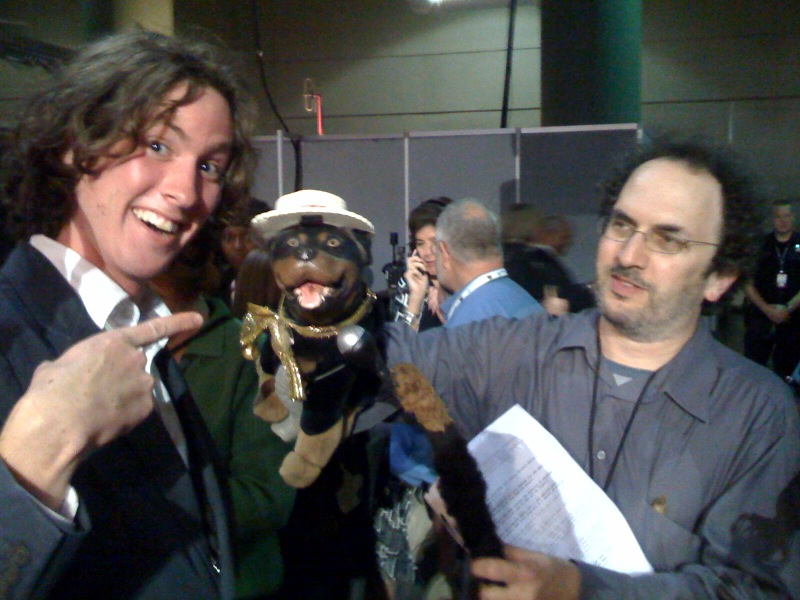
Robert Smigel con il cane Triumph

La creazione più famose di Smigel è il pupazzo screanzato Triumph, the Insult Comic Dog, che prende costantemente in giro le celebrità. Il personaggio iniziò la sua carriera al Late Night with Conan O'Brien nel febbraio 1997 e continua a tutt'oggi ad apparire nello show.
Smigel lanciò un programma TV su Comedy Central con un insieme di pupazzi, animazioni e brevi sketch durante l'inverno 2000–2001. Nel 2007-2008 scrisse la sceneggiatura, con Adam Sandler e Judd Apatow, del film Zohan - Tutte le donne vengono al pettine nel quale ricoprì anche il ruolo di Yosi, un negoziante di elettronica israeliano. Smigel fu anche un produttore esecutivo del film. Ha scritto e prodotto i film della serie Hotel Transylvania:  Hotel Transylvania nel 2012 e Hotel Transylvania 2 nel 2015.
Ha dato la voce a numerosi personaggi d'animazione, fra cui il bulldog saggio in Little Nicky - Un diavolo a Manhattan, Marty in Hotel Transylvania e Ray e Palpatine in una parodia della saga di Guerre stellari.

## Filmografia parziale

### Attore
- Fusi di testa 2 - Waynestock, regia di Stephen Surjik (1993)
- Billy Madison, regia di Tamra Davis (1995)
- Un tipo imprevedibile, regia di Dennis Dugan (1996)
- Prima o poi me lo sposo, regia di Frank Coraci (1998)
- Little Nicky - Un diavolo a Manhattan, regia di Steven Brill (2000) – voce
- Ubriaco d'amore, regia di Paul Thomas Anderson (2002)
- Io vi dichiaro marito e... marito, regia di Dennis Dugan (2007)
- Zohan - Tutte le donne vengono al pettine, regia di Dennis Dugan (2008)
- Curb Your Enthusiasm (serie tv), creata da Larry David (2011)
- Pixels, regia di Chris Columbus (2015)
- Hotel Transylvania 2, regia di Genndy Tartakovsky (2015) - voce
- The Do-Over, regia di Steven Brill (2016)
- Matrimonio a Long Island, regia di Robert Smigel (2018)
- Storia di un matrimonio, regia di Noah Baumbach (2019)
- Il re di Staten Island (The King of Staten Island), regia di Judd Apatow (2020)
- Infiltrati alla Casa Bianca - White House Plumbers (White House Plumbers) – miniserie TV, puntata 5 (2023)

### Sceneggiatore
- Saturday Night Live (1985-2019)
- Late Night with Conan O'Brien (1993-2000)
- Hotel Transylvania (2012)
- Hotel Transylvania 2 (2015)
- Matrimonio a Long Island (2018)
- Leo (2023)

### Regista
- Matrimonio a Long Island (2018)
- Leo (2023)

## Doppiatori italiani
Nelle versioni in italiano dei suoi lavori, Robert Smigel è stato doppiato da:
- Stefano De Sando in Little Nicky - Un diavolo a Manhattan
- Enrico Di Troia in Storia di un matrimonio

Da doppiatore è sostituito da:
- Nanni Baldini in Robot Chicken: Star Wars Episodio II
- Oreste Baldini in Robot Chicken: Star Wars Episodio II
- Fabio Gervasi in Bob's Burgers